# Кременки (Дальнеконстантиновський район)
Кременки (рос. Кремёнки) — присілок в Дальнеконстантиновському районі Нижньогородської області Російської Федерації.
Населення становить 12 осіб. Входить до складу муніципального утворення Нижегородська сільрада.

## Історія
Від 2009 року входить до складу муніципального утворення Нижегородська сільрада.

## Населення
| 2002 | 2010 |
| ---- | ---- |
| 20   | ↘12  |